# Astragalus cryptobotrys
Astragalus cryptobotrys es una especie de planta del género Astragalus, de la familia de las leguminosas, orden Fabales.

## Distribución
Astragalus cryptobotrys se distribuye por Argentina (Catamarca, Jujuy, La Rioja, Salta, San Juan y Tucumán) y Chile (Tarapacá y Antofagasta).

## Taxonomía
Fue descrita científicamente por I. M. Johnston. Fue publicada en J. Arnold Arbor. 28: 365 (1947).